# 埼玉県道・東京都道17号所沢府中線

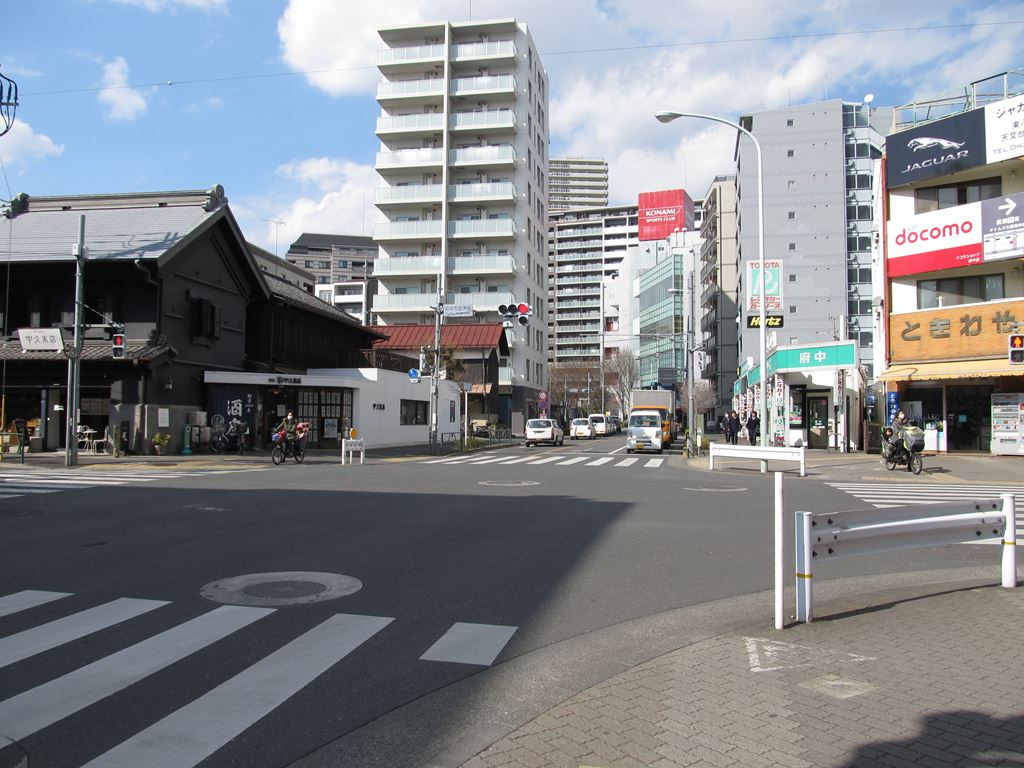
終点 府中市役所前交差点

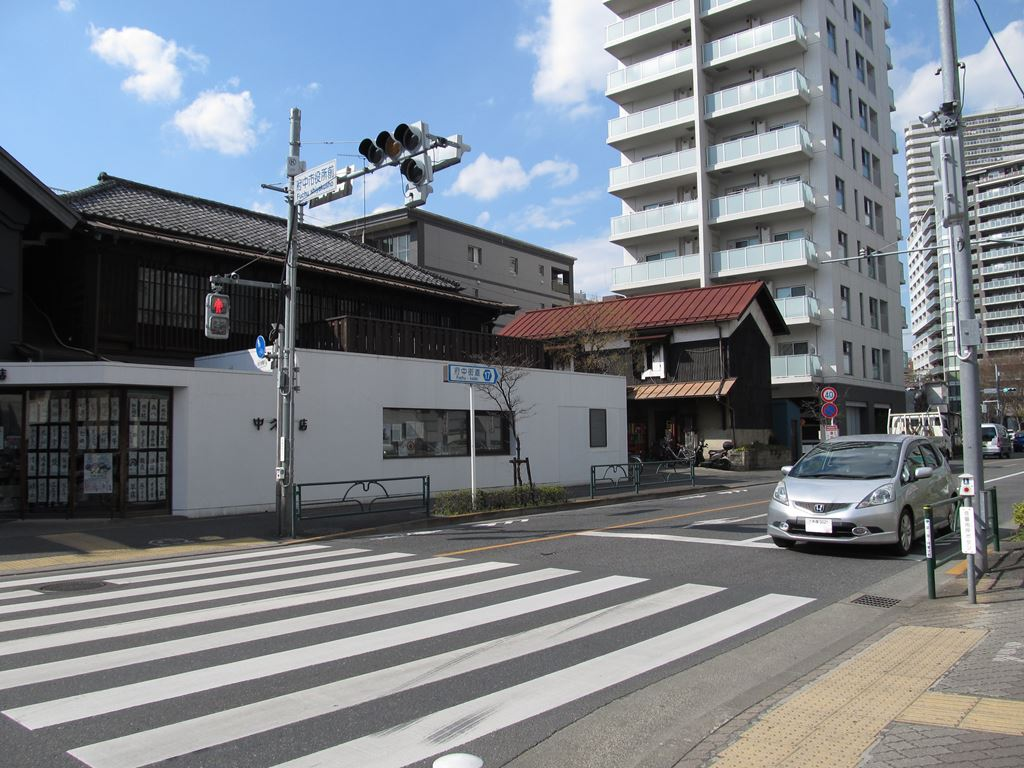
終点標識(119系標識の起終点タイプ使用)

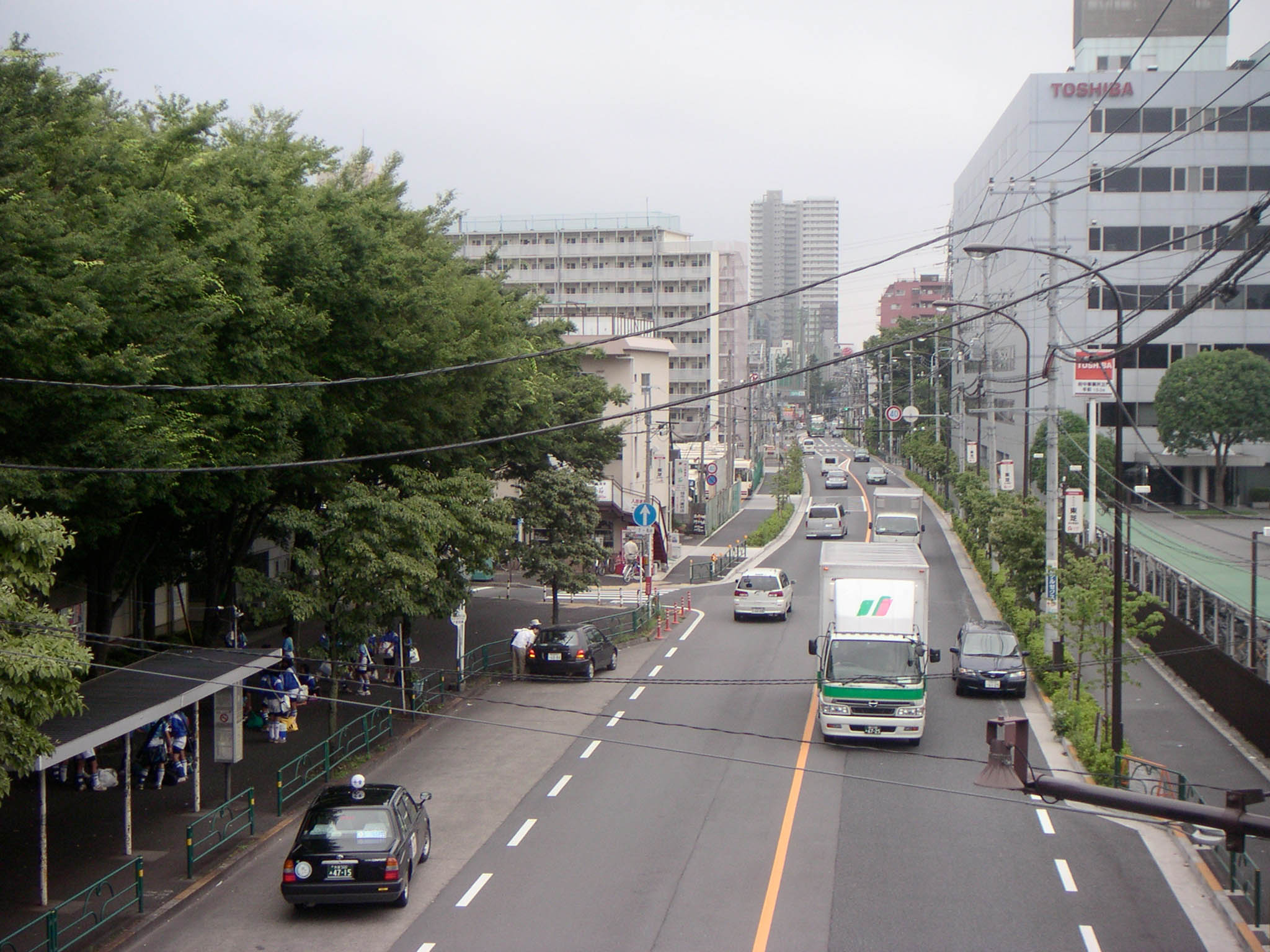
北府中駅前から終点方向を見る

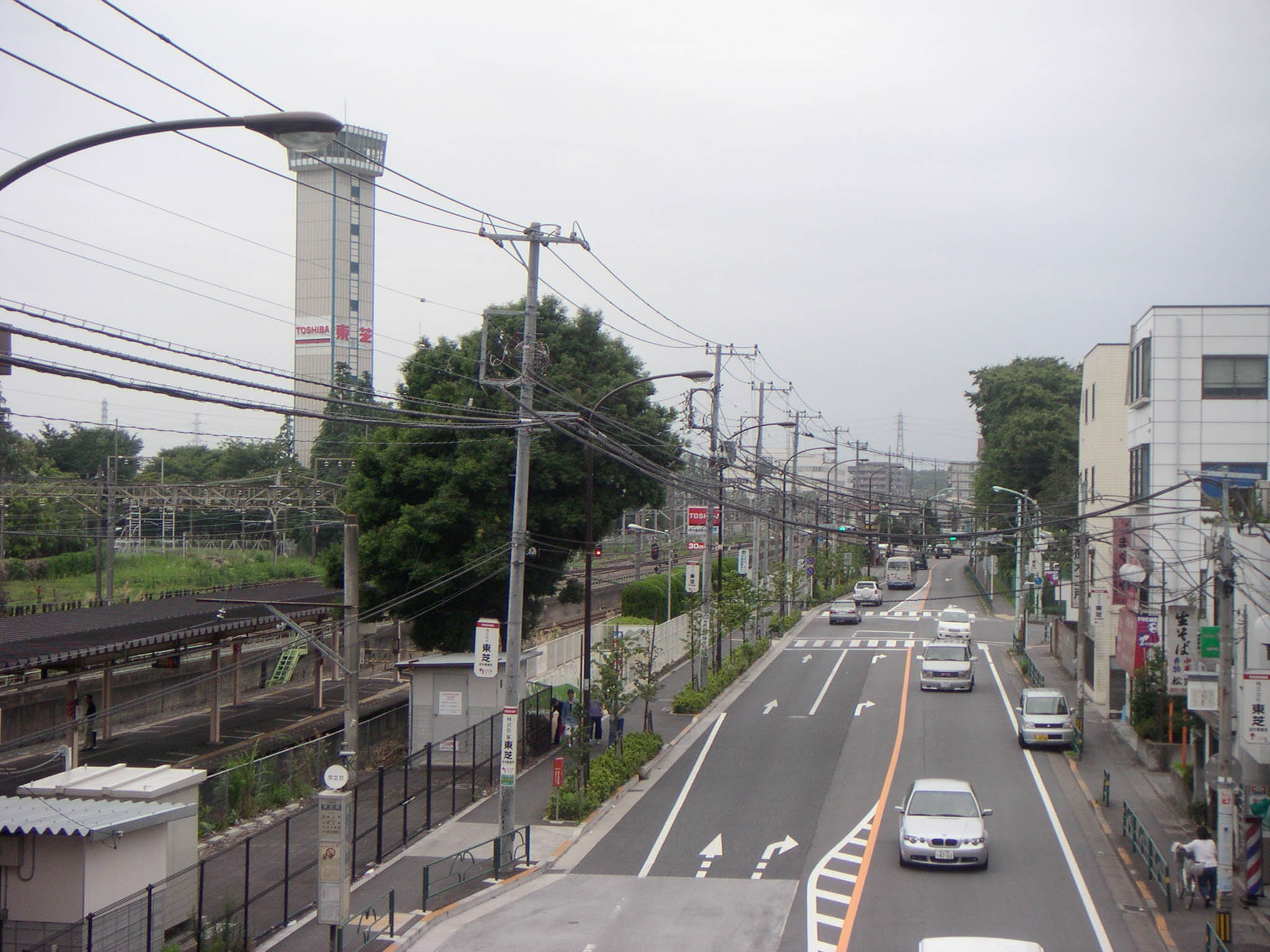
北府中駅前から起点方向を見る

埼玉県道・東京都道17号所沢府中線（さいたまけんどう・とうきょうとどう17ごう ところざわふちゅうせん）は、埼玉県所沢市から東京都府中市に至る都県道（主要地方道）である。単独指定区間の大部分に、現道と並行したバイパスが存在する（後述）。

## 概要
当路線の本線（府中街道）は府中市内の旧甲州街道交差点で神奈川県道・東京都道9号川崎府中線に接続しており、どちらも同じ府中街道の通称で事実上ひとつらなりの道路として使われている。府中市内では「川崎街道」と呼ばれることがある。
バイパス（新府中街道）は本線とは異なり東京都道18号府中町田線と一体的に接続されており、本線の川崎方面と合流するような線形にはなっていない。所沢市を中心とした埼玉県西部と府中市を中心とした東京都中西部を繋ぐ主要道路のひとつではあるが、当路線のバイパスの一部が未整備であること（後述）、またこの路線より西側の埼玉方面への主要道路は国道16号まで皆無のため、深夜早朝帯以外は概して流れが悪い。
また、小平市小川町以北の区間は都道16号に重複、さらに久米川町交差点以北は都道4号とも重複しているため、通常これらの区間は「都道17号（県道17号）」として案内されることはない。優先道路の法則は国道と同様であり、番号のより小さい路線が地図や看板などで優先的に表示されることとなっている。

### 路線データ
- 起点：埼玉県所沢市金山町（金山町交差点：国道463号交点、埼玉県道55号所沢武蔵村山立川線起点、埼玉県道179号所沢青梅線交点）
- 終点：東京都府中市宮西町（府中市役所前交差点：東京都道229号府中調布線交点、東京都道9号川崎府中線（重複：東京都道18号府中町田線・東京都道20号府中相模原線）終点）
- 路線延長
  - 埼玉県区間：0 m（実延長=全区間埼玉県道4号東京所沢線と重複、2013年4月1日現在）[1]
  - 東京都区間：9,078 m（実延長、2013年4月1日現在）[2]
- 面積
  - 埼玉県区間：0 m2
  - 東京都区間：168,495 m2
- 都県道認定要件：主要地と主要地を連絡する道路
- 都市計画路線名：府中3・3・8号線、小平3・3・8号線、東村山3・4・11号線、東村山3・3・8号線、国分寺3・4・14号線、府中3・4・22号線

## 新府中街道
府中市から国分寺市にかけては「新府中街道」と称されるバイパス（支線）が存在し、都市計画道路府中所沢線として多摩南北道路に位置づけられている。
新府中街道は、東京都道18号府中町田線（鎌倉街道）が分岐する府中市の中河原駅付近から、東京都道5号新宿青梅線（青梅街道）と交差する小平市の小川町西交差点を終点として事業化されている都市計画道路府中所沢線の通称名である。終点から先は東京都道・埼玉県道16号立川所沢線（府中街道）に合流する。
（都道17号支線としては国道20号との交差点である本宿交番前以北が指定区間である。以南は都道18号支線に指定されている。）
また、東村山郵便局前交差点付近より都県境まで東村山都市計画道路3・3・8号府中所沢線（こちらも前述のバイパス同様に新府中街道と非公式に呼称される）として当路線のバイパス道路を整備する計画があり、現在事業中である。
鎌倉街道線も含め全線で完成すると、鎌倉街道上道以来の町田市から府中市を経て所沢市に至る主要幹線となる。

## 歴史
- 1954年（昭和29年）1月20日 - 建設省（現・国土交通省）が主要地方道に指定。
- 1955年（昭和30年） - 埼玉県と東京都が路線認定。
- 1993年（平成5年）5月11日 - 建設省から、主要都県道所沢府中線が所沢府中線として主要地方道に再指定される[3]。

## 路線状況

### 通称
- 行政道路：埼玉県所沢市金山町 金山町交差点 - 同市東住吉 東住吉交差点
- 所沢街道：都県境 - 東京都東村山市久米川町 久米川町交差点
- 府中街道：その他の区間。バイパスを除く
  - 青梅街道：東京都道5号新宿青梅線との重複区間 ※府中街道と重複
- 新府中街道：バイパス区間

### バイパス
現在、本線と直接接続していない。
- 国分寺市戸倉 東京都道222号国立停車場恋ヶ窪線交点（市役所通り）
↓
- 国分寺市日吉町 熊野神社通り（国分寺3・4・6号線）交点（国分寺市立第五小学校東側）
↓
- 府中市武蔵台 東京都道145号立川国分寺線交点（多喜窪通り、根岸病院 角）
↓
- 府中市西原町 東京都道14号新宿国立線交点（東八道路、西原町1丁目交差点）
↓
- 府中市本宿町 国道20号・東京都道18号府中町田線パイパス交点（甲州街道・新府中街道、本宿交番前交差点）

### 重複区間
- 東京都道・埼玉県道4号東京所沢線：起点 - 東村山市久米川町（久米川町交差点）
- 東京都道・埼玉県道16号立川所沢線：起点 - 東京都小平市小川町（小川町西交差点・東京都道5号新宿青梅線交点）
- 東京都道5号新宿青梅線：東京都小平市小川町（小川町西交差点） - 東京都小平市小川町（小川町東交差点）

## 地理

### 通過する自治体
- 埼玉県
  - 所沢市
- 東京都
  - 東村山市
  - 小平市
  - 国分寺市
  - 府中市

### 交差する道路
本線
| 交差する道路                                                        | 交差する道路                              | 交差点名       | 所在地 | 所在地   |
| ------------------------------------------------------------------- | ----------------------------------------- | -------------- | ------ | -------- |
| 国道463号（行政道路） 入間方面                                      |                                           |                |        |          |
| 国道463号（バイパス・飯能方面） 埼玉県道55号所沢武蔵村山立川線      | 埼玉県道179号所沢青梅線                   | 金山町         | 埼玉県 | 所沢市   |
|                                                                     | 埼玉県道337号久米所沢線                   | 東住吉         | 埼玉県 | 所沢市   |
| 本線                                                                | 東京都道4号東京所沢線（所沢街道）         | 久米川町       | 東京都 | 東村山市 |
| 東京都道128号東村山東大和線                                         |                                           | 本町2丁目      | 東京都 | 東村山市 |
|                                                                     | 東京都道129号東村山東久留米線             | 東村山郵便局前 | 東京都 | 東村山市 |
| 東京都道5号新宿青梅線（新青梅街道）                                 | 東京都道5号新宿青梅線（新青梅街道）       | 野口橋         | 東京都 | 東村山市 |
|                                                                     | 東京都道226号東村山清瀬線                 | 八坂小学校前   | 東京都 | 東村山市 |
| 東京都道5号新宿青梅線・東京都道16号立川所沢線（青梅街道）・バイパス | 本線                                      | 小川町西       | 東京都 | 小平市   |
|                                                                     | 本線                                      | 小川町東       | 東京都 | 小平市   |
| 東京都道5号新宿青梅線（青梅街道）                                   |                                           | 小川町東       | 東京都 | 小平市   |
| 東京都道7号杉並あきる野線（五日市街道）                             | 東京都道7号杉並あきる野線（五日市街道）   | 上水本町       | 東京都 | 小平市   |
| 東京都道222号国立停車場恋ヶ窪線                                     | 東京都道134号恋ヶ窪新田三鷹線（連雀通り） | 恋ヶ窪         | 東京都 | 国分寺市 |
| 東京都道145号立川国分寺線（多喜窪通り）                             | 東京都道145号立川国分寺線（多喜窪通り）   | 泉町           | 東京都 | 国分寺市 |
|                                                                     | 東京都道14号新宿国立線（東八道路）        | 府中栄町       | 東京都 | 府中市   |
| 国道20号（甲州街道）                                                | 国道20号（甲州街道）                      | 寿町3丁目      | 東京都 | 府中市   |
| 東京都道229号府中調布線（旧甲州街道）                               | 東京都道229号府中調布線（旧甲州街道）     | 府中市役所前   | 東京都 | 府中市   |
| 東京都道9号川崎府中線（府中街道）稲城・川崎方面                     |                                           |                |        |          |

バイパスについてはバイパスの項参照

### 交差する鉄道・河川
- 西武池袋線（アンダーパス）
- 西武新宿線（秋津橋）
- 柳瀬川（二柳橋）
- 西武新宿線（踏切）※高架化事業中
- 空堀川（野口橋）
- 西武多摩湖線（アンダーパス）
- 野火止用水（八坂交差点付近の天王橋）
- 西武拝島線（アンダーパス）
- 玉川上水（久右衛門橋）
- 西武国分寺線（踏切）
- JR中央線快速（オーバーパス）
- 京王線（アンダーパス）

西武国分寺線との交差付近から終点付近までJR武蔵野線と並行している。（東戸倉付近で地下で交差している）

### 沿線にある施設など
本線
- 西所沢駅（西武池袋線、西武狭山線）
- 所沢高等学校
- 東村山駅（西武新宿線）
- 東村山郵便局
- 東村山警察署
- 東村山市役所
- 八坂駅（西武多摩湖線）
- 小川駅（西武国分寺線、西武拝島線）
- 津田塾大学
- 西国分寺駅（JR中央線快速・武蔵野線）
- 北府中駅（JR武蔵野線）
- 東芝府中事業所
- 京王バス府中営業所
- 府中市民陸上競技場